# Greves de 2007 em universidades públicas brasileiras
As greves em universidades públicas brasileiras ocorridas no ano de 2007 começaram após alunos de uma das unidades da Universidade de São Paulo terem iniciado protestos.

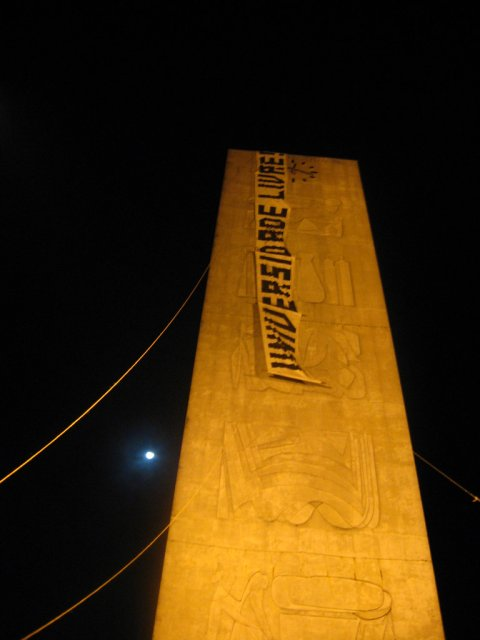
Torre do relógio da USP com uma faixa Universidade Livre após ocupação/invasão da reitoria no campus de São Paulo

## Universidade de São Paulo

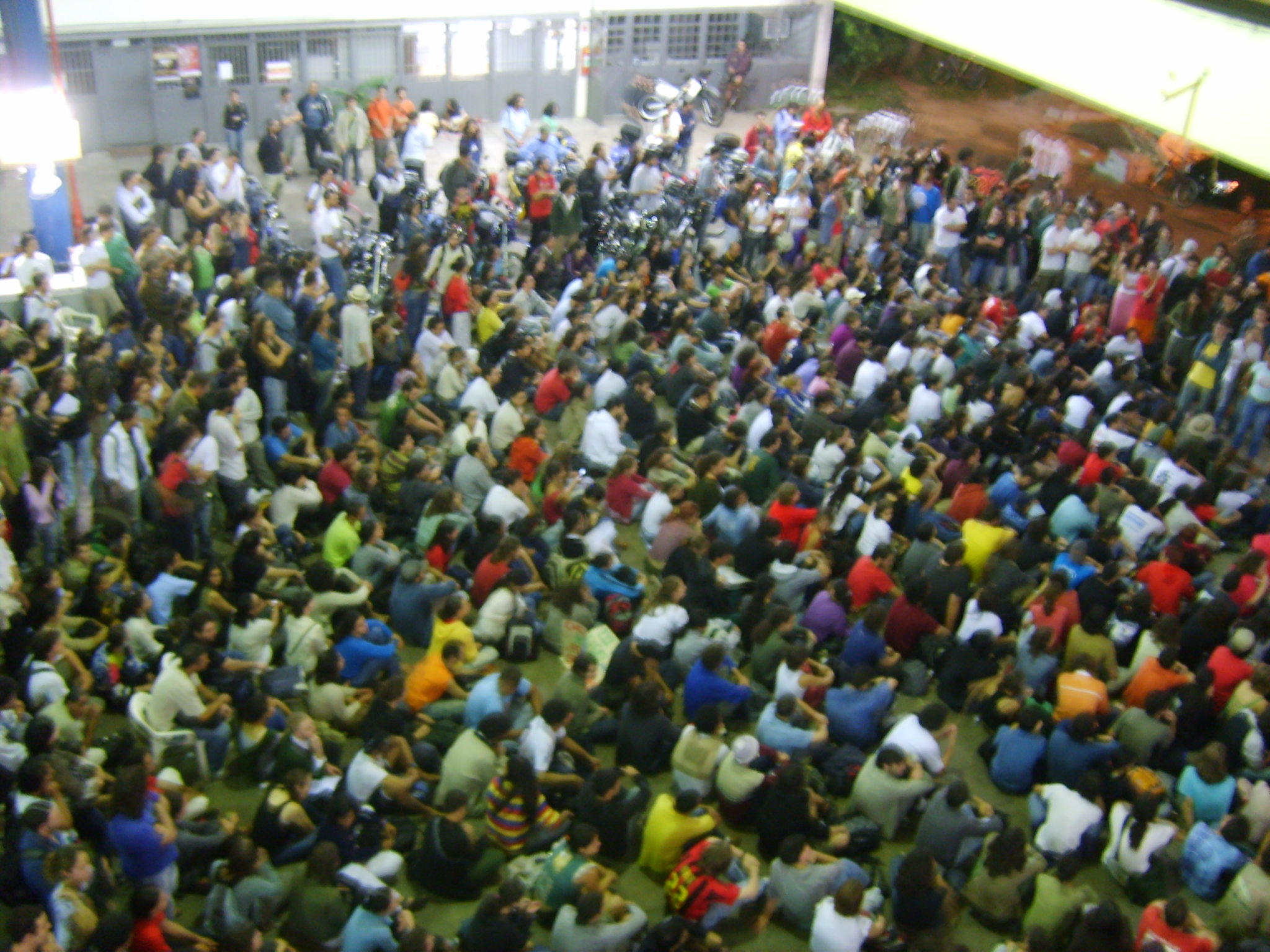
Assembleia de parte dos estudantes da USP no dia 5 de maio de 2007

A ocupação ou invasão da reitoria e a greve da Universidade de São Paulo é um movimento que teve início do dia 3 de maio de 2007. A ocupação foi desencadeada quando um grupo de estudantes tentou entregar uma lista de reivindicações à reitora Suely Vilela, e, ao não serem recebidos, decidiram aguardá-la no local. Durante os dias nos quais a reitoria permaneceu ocupada, foram deflagradas greves de estudantes, de servidores e de professores.

### Reivindicações
Os estudantes que participam do protesto pedem reformas nos prédios da USP e nos alojamentos, além da contratação de professores, abertura de seiscentas vagas adicionais na moradia estudantil e que o governo estadual cancele "todos os decretos impostos neste ano pelo governador José Serra acerca da educação superior no estado" (como os de números 51460, 51461, 51471, 51636, 51660) que incluam ou afetem o ensino superior, o que de acordo com eles feriria diretamente a autonomia acadêmica.

### Adesões à greve

#### Servidores
No dia 10 de maio, na assembleia geral do Sindicato dos Trabalhadores da Universidade de São Paulo (SINTUSP) delibera-se por deflagrar a greve da categoria, por tempo indeterminado a partir do dia 16, em protesto contra os recentes decretos do governador José Serra. Os servidores mobilizados são contrários à criação da Secretaria de Educação Superior e do novo sistema de previdência estadual, ambos determinados através de decreto pelo governador José Serra. Os servidores presentes na assembleia também aprovaram uma moção de apoio à ocupação e a greve da categoria dos estudantes.

#### Professores
Já no dia 23 de maio, parte do corpo docente da USP vinculado à Associação dos Docentes da Universidade de São Paulo (Adusp) decide entrar em greve. Na mesma assembleia, os professores da Universidade de São Paulo presentes votaram e aprovaram uma moção de apoio aos alunos que ocupam a reitoria. Reivindicações dos docentes presentes incluem o aumento de verba direcionado à universidade, pedido de reajuste de 3,15% e a reversão dos decretos do governo do estado.
Em outra assembleia realizada no dia 25, cerca de duas centenas de professores presentes reiteraram o apoio aos estudantes, pediram pela retirado do processo contra os alunos e se posicionaram contra a entrada da Polícia de choque no campus.
Por outra parte, quase mil professores da universidade já se declararam abertamente contra a invasão da reitoria e aos métodos violentos utilizados pelos militantes.

#### Paralisação
Não são todas as unidades da Universidade de São Paulo que se mobilizaram, e mesmo naquelas onde houve adesão, não foi de todos os alunos. A Faculdade de Filosofia, Letras e Ciências Humanas da Universidade de São Paulo (FFLCH) esteve completamente paralisada, com exceção dos cursos de pós-graduação e das disciplinas dos departamentos de Ciências Políticas, Língua Alemã, Língua Hebraica e das disciplinas do departamento de História oferecidas para o curso de Relações Internacionais. Em outras unidades (como a Escola Politécnica), as atividades seguiram normalmente. O movimento de paralisação aparentou ser mais forte na FFLCH, na Escola de Comunicações e Artes (ECA) e na Faculdade de Educação. Existem mais de oitenta mil alunos matriculados na USP e, em certas manifestações, são registradas cerca de mil pessoas se somados alunos e funcionários, em outras, trezentos alunos.
Foram registrados também piquetes de alunos em algumas unidades (como o Instituto de Física).

### Perfil ideológico

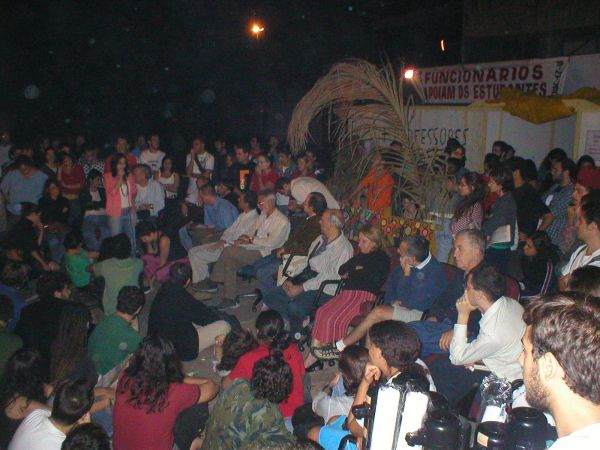
Professores se reunindo com estudantes na ocupação/invasão

Uma matéria do jornal Folha de S.Paulo publicada no caderno "Cotidiano" da edição de 27 de maio de 2007 (domingo), aponta que os protestos em andamento na Universidade de São Paulo não aparentariam ter um partido político ou grupo ideológico os articulando. Pessoas de classes e contextos sociais aparentemente ambíguos participam dos protestos com a mesma intensidade. Outros críticos, como o sociólogo José de Souza Martins e o jornalista Reinaldo Azevedo (jornalista declaradamente de direita) vêem claramente a ação de pequenos partidos de extrema-esquerda, como o Partido Socialista dos Trabalhadores Unificado (PSTU) e o Partido da Causa Operária (PCO), na coordenação da invasão a da posterior manutenção do movimento, principalmente através da militância sindical do Sindicato dos Trabalhadores da Universidade de São Paulo (SINTUSP). No entanto, a despeito do que pode ser observado quanto a outras manifestações e protestos, o PCO e o PSTU têm divulgado em seus respectivos websites notas de apoio às manifestações ou análises de conjectura em vez de se declararem participantes.

### Reintegração
No dia 15 de maio a reitoria decide, depois de consultar o departamento jurídico, efetivar um pedido de reintegração de posse na justiça. No dia 16 de maio a justiça concede o pedido de reintegração movido pela reitoria. Um oficial de justiça tenta entregar a notificação, mas os alunos se negam a aceitá-la.

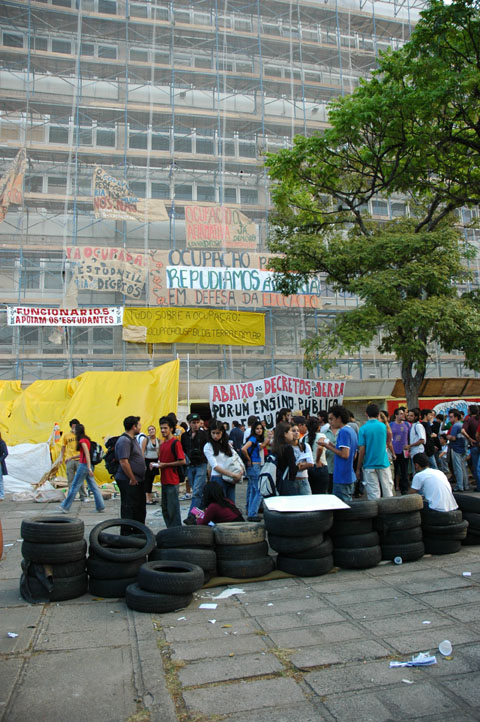
Alunos manifestantes formam barricada na frente do prédio ocupado/invadido da reitoria

### Negociação
No dia 18 de maio a Polícia Militar do estado de São Paulo tenta realizar uma reunião preparatória para executar a reintegração de posse da reitoria. O comandante do Comando de Policiamento de Choque, coronel Joviano Conceição Lima, o senador da República Eduardo Suplicy (PT-SP) e a reitora Suely Viela, se reúnem com um advogado que representa juridicamente os estudantes e recebem um comunicado informando a recusa dos estudantes de negociar com Polícia Militar (PM).
No dia 21 de maio, a reitoria e os alunos se reúnem mais uma vez para negociar, com a mediação do senador Suplicy.  Mais uma vez porém não se chega a um acordo.
Alunos participam no dia 24 de uma manifestação de servidores estaduais contra o governo Serra na avenida Paulista. O protesto terminou em confronto com a Polícia Militar na Assembleia. Os estudantes alertam que irão resistir "com flores" a uma possível intervenção da polícia.

### Processos e apelos na Justiça
No dia 25 de maio o juiz Edson Ferreira da Silva da da 13ª Vara da Fazenda Pública de São Paulo negou o pedido de adiamento da reintegração de posse da reitoria feito pelo SINTUSP. Dois pedidos foram feitos à justiça pelo SINTUSP, com o objetivo de adiar por dez dias a reintegração. O juiz alegou que o sindicato não tem legitimidade para pedir o adiamento do prazo, uma vez que não é citado no processo. O sindicato voltou a pedir a reconsideração do juiz no dia 26, que terminou por reafirmar a ilegitimidade e negou novamente o adiamento.
Paralelamente, outro pedido foi concedido pela justiça em favor da Reitoria da USP contra o sindicato, proibindo o mesmo de executar qualquer protesto ou ato dentro do campus, com risco de multa diária de mil reais.

### Os decretos
Um dos decretos pretende, a partir de 2008, não obrigar mais o governo a prestar contas no Diário da União sobre o valor repassado mensalmente às universidades estaduais.
Foi compilado pela associação de docentes da Universidade de São Paulo um dossiê de 72 páginas com todas as alterações feitas por decreto pelo governador de São Paulo José Serra (PSDB-SP). O documento lista extensivamente todas as modificações estruturais do ensino estadual e sua organização.
Outra análise independente[carece de fontes?] e comparativa dos decretos polêmicos foi publicada em um especial do Estadão[carece de fontes?]

### Fim da ocupação/invasão
No dia 22 de junho, os aproximadamente 500 alunos e funcionários invasores se retiram da reitoria após 51 dias de ocupação. Em assembleia realizada no dia anterior, cerca de 300 manifestantes aprovaram uma contraproposta da direção da universidade.
Apesar do clima de festa na desocupação, em que foram entoadas músicas de Geraldo Vandré, o saldo do movimento acabou não sendo positivo para os manifestantes perante a opinião pública. O tempo de duração (considerado por muitos longo demais), a minoritária porcentagem de professores e alunos que aprovaram o movimento e as condições em que a reitoria foi entregue após a ocupação [carece de fontes?], com vários equipamentos destruídos, documentos extraviados (inclusive diplomas e fichas cadastrais) além do roubo de patrimônio público, como notebooks e dvd players, transformaram os invasores em réus em inquérito policial aberto.

## Movimentos em outras instituições
Durante o mês de maio, protestos estudantis foram iniciados em diversas universidades públicas, supostamente inspirados na manifestação iniciada e mantida na Universidade de São Paulo.

### Universidade Estadual Paulista
Na noite de 24 de maio de 2007, alunos iniciam ocupação de parte do Instituto de Geociências e Ciências Exatas, campus de Rio Claro da Universidade Estadual Paulista (UNESP).

### Universidade Federal de Alagoas
Um grupo de estudantes da Universidade Federal de Alagoas (UFAL) ocupou no dia 24 de maio de 2007 a reitoria da instituição, declarando apoiarem a manifestação que estava ocorrendo na USP, se opondo à reforma universitária do Governo Federal, ampliação de atendimento dos restaurantes e residências universitários, e de que a escola agrotécnica seja voltada à agricultura familiar.

### Universidade Federal de Santa Maria
Os protestos foram iniciados no dia 23 de maio de 2007.